# Codex Beratinus 2
Der Codex Beratinus 2, auch Minuskel 1143 in der Nummerierung nach Gregory-Aland oder Codex Aureus Anthimi genannt, ist eine illustrierte Minuskelhandschrift der vier Evangelien des Neuen Testaments. Sie wurde paläographisch auf das 9. Jahrhundert datiert.
Die Handschrift ist auf 420 purpurgefärbten Pergamentblättern im Format 19 cm × 24 cm mit goldener Schrift beschrieben. Die Buchstaben sind in frühen Minuskeln, teilweise auch in Halbunzialen und Unzialen.
Die Handschrift enthält farbige Miniaturen sowie ornamentale Verzierungen und geometrische Muster.
Die Handschrift gehört, zusammen mit dem Codex Beratinus 1, seit 2005 zum Weltdokumentenerbe der UNESCO (Albanien). Beide stammen aus der mittelalbanischen Stadt Berat und werden heute in Tirana aufbewahrt.